# سیرمند
سیرمند، روستایی از توابع شهرستان حاجی‌آباد در استان هرمزگان ایران است. سیرمند در فاصلهٔ ۱۶۰ کیلومتری بندرعباس و ۷۰ کیلومتری حاجی‌آباد واقع شده که راه ورود به سیرمند از روستای سرچهان و سیاهک (سهک) می‌باشد و یک راه قدیمی‌تر هم وجود دارد و ورودی آن از سمت بندرعباس که در حال حرکت باشید یک کیلومتر پیش از تونل تنگ زاغ می‌باشد که در صورت آسفالت شدن جاده حدود چهل و پنج دقیقه از بندرعباس زودتر به سیرمند می‌رسید. اطراف آن را را رشته‌کوهی شمال کوه جائین، غرب جادهٔ اصلی و شرق کوه بونه، قله تشگرد  ۳۲۶۰متر بلندی در آخرین رشته‌کوه‌های زاگرس درزمستان پوشیده برفی و در شمال آن کوه شاهانی (شانی) قرار دارد. گویش مردم سیرمندی
[فارغانی] می‌باشد. این منطقه کوهستانی بوده و آب و هوای معتدلی دارد، این روستا دارای زمین‌های کشاورزی، درختان خرما و مرکبات می‌باشد. داشتن منابع باستانی وکهن مانند پل میلکانی عبور آب وسنگ برجسته‌های در کوه و درهٔ کافران از اصالت این منطقهٔ شهرآئینی همراه می‌کند.برگرفته از نگاه اجمالی برتاریخ جغرافیای فارغان زمین نویسنده آذین‌معتضدکیوانی

## جمعیت
جمعیت این روستا براساس سرشماری مرکز آمار ایران در سال ۱۳۸۵، جمعیت آن ۶۶۵ نفر (۱۶۸خانوار) بوده‌است.

## محله
سیرمند از محله‌های زیر تشکیل شده :سردر، پای قلعه ، مزرو، رائیز، مزرعه، تلمرا و باباکوهی.

## محصولات
این روستا مرکبات نارنگی محلی، پرتقال محلی و واشنگتنی، نارنگی جهرمی، لیمو ترش و همچنین انار می‌باشد. از درختان خرمای این روستا می‌توان خاصویی، خنزی، مضافتی، شاهانی و … نام برد، محصولات خرمای این روستا از کیفیت بالایی برخوردار می‌باشد.
صیفی جات این روستا هر چند وسیع نیست ولی به دلیل غنی بودن خاک این منطقه کیفت بالایی دارند؛ که می‌توان به خیار سبز، هندوانه، طالبی اشاره کرد. این محصولات در دو فصل بهار اواسط اردیبهشت و اوایل خرداد و همین‌طور در اواخر فصل تابستان یعنی اواخر شهریور و اوایل مهر برداشت و در بندعباس عرضه می‌شود.
معمولاً در فصل تابستان صیفی جات جای خود را به مزارع ذرت و گندم می‌دهند.

## طبیعت سیرمند

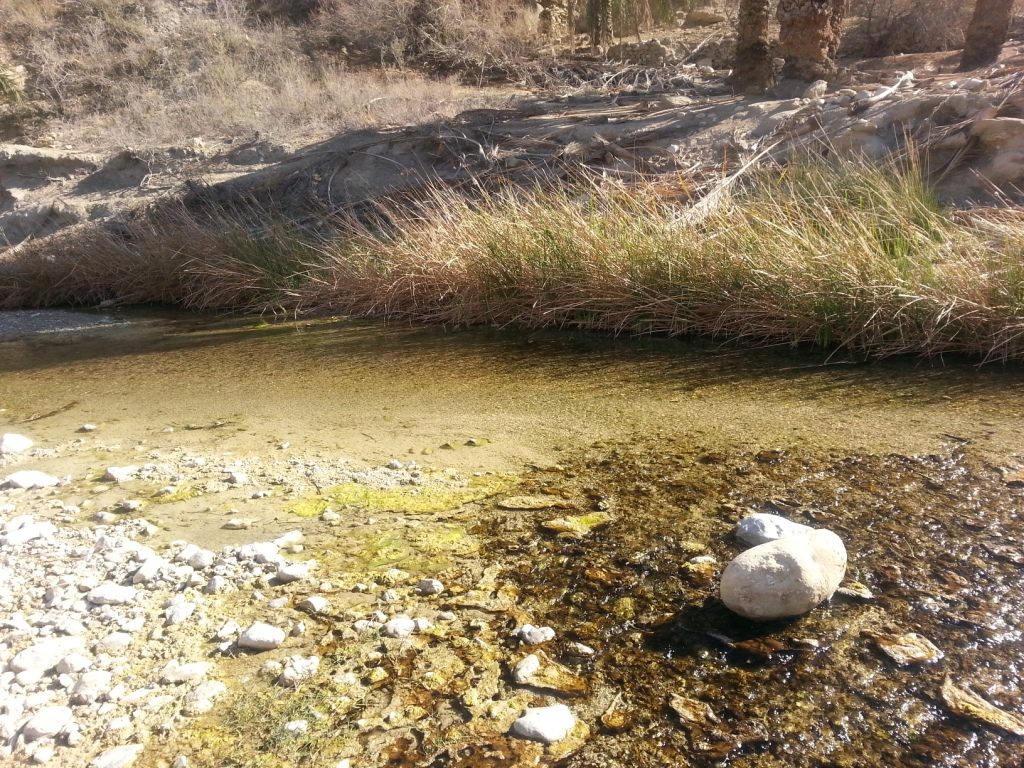
سیرمند_رود

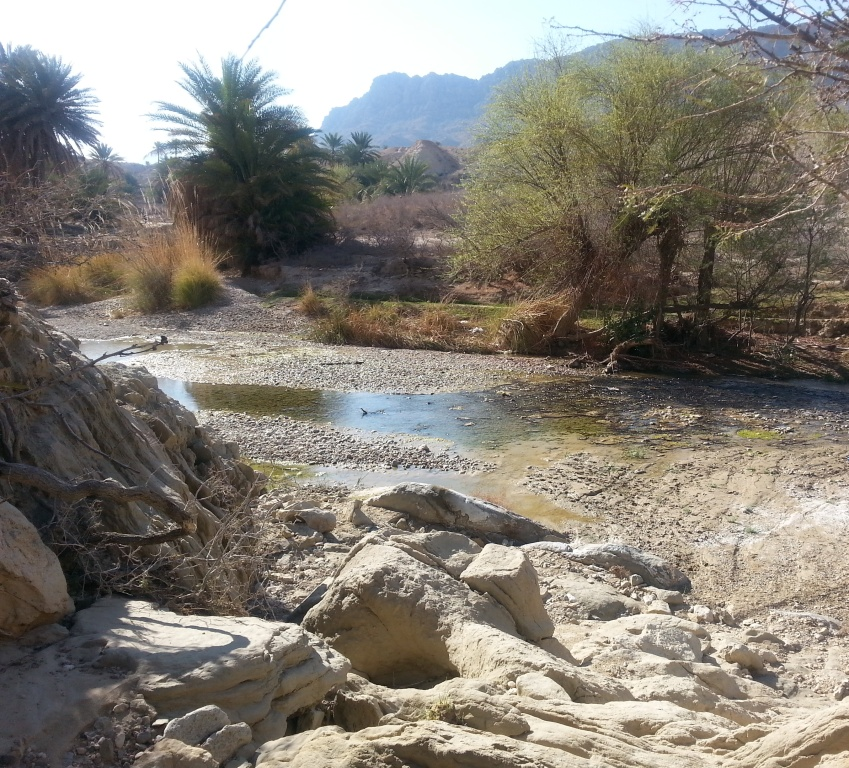
رود_سیرمند۱